# غنی‌آباد (بشرویه)
غنی‌آباد روستایی در دهستان علی جمال بخش مرکزی شهرستان بشرویه استان خراسان جنوبی ایران است.
|محصولات=
کشاورزی در غنی آباد بصورت قنات و موتور پمپ می باشد که بیشتر توسط موتور پمپ های چاه عمیق و نیمه عمیق صورت می گیرد، از جمله محصولات شاخص روستا می توان به: پسته، خربزه، پنبه، جو، گندم، زیره سبز، خاکشیر و کلزا اشاره کرد.

## جمعیت
بر پایه سرشماری عمومی نفوس و مسکن در سال ۱۳۹۵ جمعیت این روستا ۱٬۳۵۳ نفر (۴۲۶خانوار) بوده‌است.